# Cratere Brooks
Brooks  è un cratere sulla superficie di Mercurio.
Il cratere è dedicato alla poetessa statunitense Gwendolyn Brooks.